# Szózat
Szózat (deutsch „Aufruf“) ist das wohl berühmteste Gedicht des ungarischen Dichters Mihály Vörösmarty und in den Jahren 1835 und 1836 entstanden.

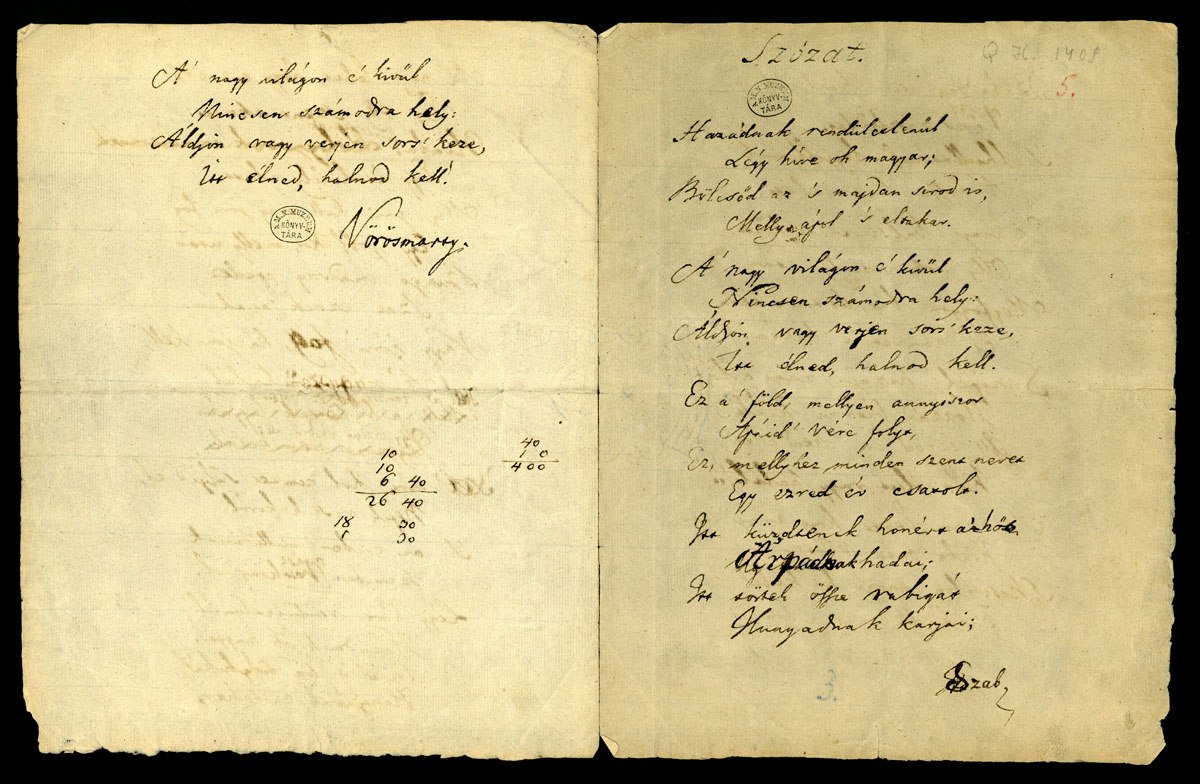
Szózat (Strophe 1–4), Handschrift von Mihály Vörösmarty, 1836

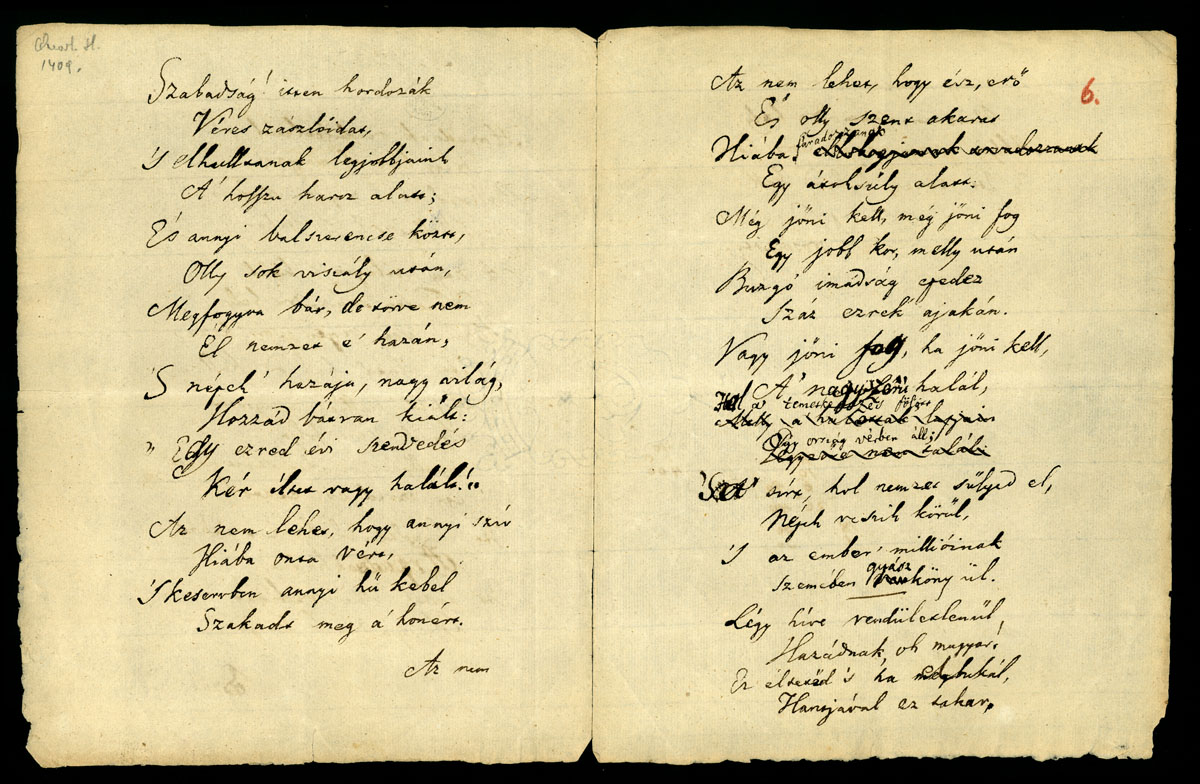
Szózat (Strophe 5–13), Handschrift von Mihály Vörösmarty, 1836

## Geschichte
Unmittelbarer Anlass war die patriotisch aufgeheizte Stimmung der ungarischen Öffentlichkeit während der „Reformära“ (siehe: Geschichte Ungarns). In einer Parlamentsdebatte sagte István Széchenyi unter anderem:
„A magyarnak csak itt van egyedüli hazája (…) A szegény magyar édes hazánkat kivéve, széles e világon se találtatik.“ (= „Der Ungar hat nur hier seine einzige Heimat. (…) Mit Ausnahme unserer armen, lieben ungarischen Heimat ist auch auf der weiten Welt keine andere zu finden.“)
In der Verdichtung Vörösmartys ergab dies:
Hazádnak rendületlenűl
légy híve, ó magyar!
Bölcsőd az s majdan sírod is,
mely ápol s eltakar.
A nagy világon e kívül
nincsen számodra hely.
Áldjon vagy verjen sors keze -
itt élned, halnod kell.
Eine wörtliche deutsche Übersetzung lautet:
„Deiner Heimat sei unerschütterlich treu, oh Ungar!
Dies ist deine Wiege und dereinst auch dein Grab,
die/das dich hegt und bedeckt.
Auf der großen Welt gibt es sonst keinen Platz für dich.
Mag die Hand des Schicksals dich segnen oder schlagen –
hier musst du leben und sterben.“
Das Gedicht wurde sofort im ganzen Land bekannt und überall rezitiert. Schon 1839 schuf der Komponist Béni Egressy eine erste Vertonung. 1843 erzielte eine überarbeitete Fassung bei einem Wettbewerb des Nationaltheaters für die beste Melodie zu Vörösmartys Gedicht den ersten Preis. Auch die Vertonung wurde sofort populär und galt 1848 bei einer Aufführung in Paris bereits als „ungarische Marseillaise“.
In der Folge wurde Szózat zur (inoffiziellen) zweiten ungarischen Nationalhymne neben dem Himnusz. In den 1950er Jahren unternahm die kommunistische Regierung vergeblich Schritte, Szózat anstelle des wegen seines christlichen Textes unbequem gewordenen Himnusz zur Nationalhymne zu machen.